# Sarah Lind
Sarah Dawn Lind (* 22. Juli 1982 in Regina, Saskatchewan) ist eine kanadische Schauspielerin und Model.

## Leben
Lind wurde am 22. Juli 1982 in Regina geboren. Seit 2008 ist sie mit dem kanadischen Schauspieler Tygh Runyan verheiratet. Sie ist mit der Schauspielerin Rekha Sharma befreundet.
Bereits als Teenagerin begann Lind Ende der 1990er Jahre, in ersten Serien und Filmen mitzuwirken. 1997 übernahm sie eine Nebenrolle im Film Die verlorene Tochter, im Folgejahr war sie als Episodendarstellerin in einer Episode der Fernsehserie Liebling, ich habe die Kinder geschrumpft zu sehen. Von 1998 bis 2000 wirkte sie in der Fernsehserie Mentors in der Rolle der Dee Sampson mit. Größere Bekanntheit erlangte sie von 2001 bis 2005 durch ihre Mitwirkung in der Fernsehserie Edgemont in 70 Episoden als Jennifer 'Jen' MacMahon. Außerdem 2005 war sie im Zombiefilm Severed – Forest of the Dead in der Hauptrolle der Rita zu sehen. 2008 hatte sie eine Nebenrolle im  Film Gemeinsam stärker – Personal Effects. Von 2010 bis 2012 spielte sie in der Rolle der Sarah Montgomery in 25 Episoden der Fernsehserie True Justice mit. 2014 übernahm sie die Rolle der Jessica in der Horrorkomödie WolfCop. 2017 übernahm sie mit der Rolle der Rachel Weller eine größere Rolle im Science-Fiction-Thriller The Humanity Bureau – Flucht aus New America an der Seite von Nicolas Cage. 2021 wirkte sie in der Rolle der Carol Fedder im Horrorfilm Jakob’s Wife – Meine Frau, der Vampir mit. 2022 wirkte sie im Musikvideo der US-amerikanischen Band A Place to Bury Strangers zum Lied My Head Is Bleeding mit.

## Filmografie (Auswahl)
- 1997: Die verlorene Tochter (The Lost Daughter, Fernsehfilm)
- 1998: Liebling, ich habe die Kinder geschrumpft (Honey, I Shrunk the Kids: The TV Show, Fernsehserie, Episode 2x06)
- 1998–2000: Mentors (Fernsehserie, 11 Episoden)
- 1999: First Wave – Die Prophezeiung (First Wave, Fernsehserie, Episode 2x15)
- 2001: Wolf Lake (Fernsehserie, Episode 1x02)
- 2001–2005: Edgemont (Fernsehserie, 70 Episoden)
- 2002: Dead Zone (Fernsehserie, Episode 1x07)
- 2002: Punch
- 2003: Dead Like Me – So gut wie tot (Dead Like Me, Fernsehserie, Episode 1x11)
- 2003: A Problem with Fear
- 2004: 5ive Days to Midnight (Mini-Serie, Episode 1x02)
- 2004: Human Cargo (Mini-Serie, 3 Episoden)
- 2005: The L Word – Wenn Frauen Frauen lieben (The L Word, Fernsehserie, Episode 2x04)
- 2005: Crazy Late (Kurzfilm)
- 2005: Selling Innocence (Fernsehfilm)
- 2005: Fetching Cody
- 2005: A Simple Curve
- 2005: Severed – Forest of the Dead (Severed)
- 2006: Smallville (Fernsehserie, Episode 5x11)
- 2006: Blade – Die Jagd geht weiter (Blade: The Series, Fernsehserie, Episode 1x09)
- 2007: Die Ermordung des Jesse James durch den Feigling Robert Ford (The Assassination of Jesse James by the Coward Robert Ford)
- 2007: Psych (Fernsehserie, Episode 2x08)
- 2008: Boot Camp
- 2008: Reaper – Ein teuflischer Job (Reaper, Fernsehserie, Episode 1x18)
- 2008: Mothers&Daughters
- 2009: Gemeinsam stärker – Personal Effects (Personal Effects)
- 2009: What Goes Up
- 2009: A Gun to the Head
- 2010: Arithmetic: Annie's Life in Numbers (Kurzfilm)
- 2010: A Night for Dying Tigers
- 2010–2012: True Justice (Fernsehserie, 25 Episoden)
- 2011: Blink (Kurzfilm)
- 2011: Doll Parts (Kurzfilm)
- 2012: In No Particular Order
- 2012: Arctic Air (Fernsehserie, Episode 1x05)
- 2012: In No Particular Order
- 2012: The Stolen (Kurzfilm)
- 2012: Glue (Kurzfilm)
- 2014: WolfCop
- 2015: Mythos (Mini-Serie, Episode 1x06)
- 2015: The Blackburn Asylum: Der Nächste bitte! (The Blackburn Asylum)
- 2015: The Exorcism of Molly Hartley
- 2015: Fargo (Fernsehserie, Episode 2x08)
- 2015: Exquisite Corpse (Kurzfilm)
- 2016: Hidden Truth
- 2017: The Humanity Bureau – Flucht aus New America (The Humanity Bureau)
- 2018: Taken – Die Zeit ist dein Feind (Taken, Fernsehserie, Episode 2x04)
- 2018: Eve of Abduction
- 2018: V/H/S (Mini-Serie, Episode 1x02)
- 2018: Last Night (Fernsehfilm)
- 2019: Fatal Friend Request
- 2019: Cold Blood Legacy
- 2019: Shevenge
- 2020: A Beautiful Place to Die: A Martha's Vineyard Mystery (Fernsehfilm)
- 2020: Riddled with Deceit: A Martha's Vineyard Mystery (Fernsehfilm)
- 2021: Ships in the Night: A Martha's Vineyard Mystery (Fernsehfilm)
- 2021: Poisoned in Paradise: A Martha's Vineyard Mystery (Fernsehfilm)
- 2021: Exquisite Shorts (Kurzfilm)
- 2021: Jakob’s Wife – Meine Frau, der Vampir (Jakob’s Wife)
- 2021: The Great Christmas Switch (Fernsehfilm)
- 2022: A Wounded Fawn
- 2024: The Island Between Tides
- 2024: A Desert

## Musikvideos
- 2022: A Place to Bury Strangers: My Head Is Bleeding